# Еланд (Висконсин)
Еланд (енгл. Eland) град је у америчкој савезној држави Висконсин.

## Демографија
По попису из 2010. године број становника је 202, што је 49 (-19,5%) становника мање него 2000. године.
| Група             | 2000.       | 2010.       |
| Белци             | 231 (92,0%) | 186 (92,1%) |
| Афроамериканци    | 0 (0,0%)    | 0 (0,0%)    |
| Азијати           | 0 (0,0%)    | 0 (0,0%)    |
| Хиспаноамериканци | 3 (1,2%)    | 5 (2,5%)    |
| Укупно            | 251         | 202         |